# هايمان بلوم
هايمان بلوم (بالإنجليزية: Hyman Bloom)‏ هو رسام أمريكي، ولد في 29 مارس 1913 في Brunava Parish ‏ في لاتفيا، وتوفي في 26 أغسطس 2009 في ناشوا في الولايات المتحدة.